# Heinz Wöllner
Heinz Wöllner (ur. 25 lipca 1913 w Lipsku, zm. 10 kwietnia 1945 w Ambrock pod Hagen) – niemiecki lekkoatleta, trójskoczek. Wöllner z zawodu był lekarzem.
Podczas igrzysk olimpijskich w Berlinie (1936) zajął 4. miejsce.
Czterokrotny medalista mistrzostw Niemiec: brąz w 1935, złoto w 1936, oraz dwa srebrne medale (1937 i 1938).
Dwukrotny rekordzista kraju:
- 15,06 (12 lipca 1936, Berlin)
- 15,27 (6 sierpnia 1936, Berlin)

## Rekordy życiowe
- Trójskok – 15,27 (1936)